# Mantra
Mántra (devanagari मन्त्र) je verski ali mistični zlog ali pesem, navadno iz sanskrta. Njihova uporaba je odvisna od šole in filozofije, povezane z mantro. Predvsem se uporabljajo kot duhovna vodila, besede ali vibracije, ki častilcu omogočajo osredotočenje na eno samo misel. Vlogo pa imajo tudi v verskih obredih za pridobitev bogastva, izognitev nevarnosti ali odstranitev sovražnika. Mantre so se razvile v indijskem vedizmu, nato pa so se uveljavile kot ena osrednjih prvin hinduizma ter pogosta praksa v budizmu, sikhizmu in džainizmu. Uporaba manter je danes splošno razširjena tudi v številnih duhovnih gibanjih, ki temeljijo ali so se razvila iz praks vzhodnjaških religij.